# Asynarchus amurensis
Asynarchus amurensis là một loài Trichoptera trong họ Limnephilidae. Chúng phân bố ở miền Cổ bắc.